# Sixten Boström
Sixten Boström, född 15 september 1963 i Helsingfors, är en finlandssvensk fotbollstränare som även haft ett förflutet som fotbollsspelare i klubbar i såväl Finland som Sverige. 

## Karriär som spelare
Bland Boströms meriter som fotbollsspelare finns fyra finska mästerskapstitlar och en finsk cupseger. Han ansågs av många som en av Finlands mest lovande fotbollsspelare i början av 80-talet. Han var aktiv i HJK från han var sex år och gick igenom alla juniorklasser ända till A-laget.

## Karriär som tränare
Boström var FF Jaros tränare under två år men fick sparken under säsongen 2004. Han var sedan anställd av Finlands Bollförbund tills han kontrakterades av Örebro SK som huvudtränare. Han fick sparken från Örebro SK i juni 2012 efter fyra poäng på 12 matcher. Han gick då tillbaka till sin fosterförening HJK som chefstränare från januari 2013. HJK vann Tipsligan 2013, men i april 2014 avskedades Boström.